# Moja gra (album Wojtasa)
Moja gra – debiutancki album studyjny polskiego rapera Wojtasa. Wydawnictwo ukazało się 5 kwietnia 2005 roku nakładem wytwórni muzycznej CK Records. Produkcji nagrań podjęli się Kamilson, IGS, Kajman (Rada), Waco, Tabb, DJ 600V, Faust LZRGD, L.A oraz O.S.T.R. Natomiast wśród gości na płycie znaleźli się m.in. Abradab, Borixon, Gutek i Peja.

## Lista utworów
Opracowano na podstawie materiału źródłwoego.
1. "Niezapominaj (Intro)" (produkcja: Kamilson, scratche: DJ Feel-X) – 2:31
2. "Moja gra" (produkcja: IGS, scratche: DJ Feel-X) – 3:47
3. "Kielce nocą" (gościnnie: Kajman (Rada), Pęku (PSF), produkcja: Jajonasz, scratche: DJ Feel-X) – 4:21
4. "Tak zostanie" (gitara: Waco, produkcja: Kajman (Rada)) – 3:06
5. "Progres" (gościnnie: Siloe, produkcja: IGS, scratche: DJ Feel-X) – 4:04
6. "Zło" (gościnnie: Peja, produkcja: Tabb, scratche: DJ Feel-X) – 5:17
7. "Mój hajs" (gościnnie: Abradab, Borixon, Gutek, produkcja: Waco) – 4:29
8. "Raz w roku (Remix 600V)" (produkcja, scratche: DJ 600V) – 3:52
9. "Desperado" (gościnnie: Gracjan, Kajman (Rada), produkcja: Faust LZRGD) – 5:09
10. "Bez tego nie ma mnie" (gościnnie: Fu, Waco, produkcja: L.A, scratche: DJ Feel-X) – 5:03
11. "Zdecydowany" (produkcja: IGS, scratche: DJ Feel-X) – 4:39
12. "Wiara w ludzi" (produkcja: O.S.T.R., scratche: DJ Feel-X) – 3:45
13. "Pozmieniało się" (produkcja: Waco, scratche: DJ Feel-X) – 3:31